# 渋谷崇
渋谷 崇（しぶや たかし、1974年12月28日 - ）は、青森県青森市出身のレーシングドライバー。

## プロフィール
- 青森市立西中学校
- 青森県立青森南高等学校卒業
- 身長：170cm
- 体重：65kg
- 足のサイズ：26cm
- 両親が宮城だった為、生まれは仙台市。

## 人物
幼少から車好きで、中学の頃アイルトン・セナの走りに魅了されレースを志す。
インターネットの無い時代にオートスポーツやカート入門を頼りにレーシングカート購入の為にアルバイトを始める。（地元サンロードにて時給380円）
その後、ガソリンスタンド、配送やパチンコ店の清掃などを掛け持ちし、資金を貯めるが購入に至らず、たまたま進学資料に飛び込んできた東京科学芸術専門学校に入学。
その後レーシングドライバーを目指し、社会人として働き、資金を捻出。
FJ1600レースにデビューし、1999年にはフォーミュラ初優勝を飾る。その後、資金難の為に地元青森のモナコサーキットに勤務しながらミッションカートに参戦。
初参戦のスポーツランドSUGO本コースでの全国大会ではコースレコードを樹立。
2002年に上京しオートスポーツJr.レーシングチームに所属しF4参戦。
2003年のFJ1600開発参戦を経て2004年からは単身フォーミュラ・ルノーアジアに参戦、
セパンや珠海（ズーハイ）で表彰台にあがる。同年にはノービスクラスチャンピオンになり、マカオで表彰される。ここでスコット・スピード、ブルーノ・セナ（アイルトン・セナの甥）に出会う。
2005年もフォーミュラルノーに参戦、開幕の初参戦上海で表彰台に立つ。
フォーミュラのレース時代より、ほとんどクラッシュや車両を壊さないことから耐久レースへのオファーを受ける。
タイヤに優しく、燃費をセーブ、またトラブルが起きた車両の最終スティントで5速ギヤのみで周回を重ねてチームを完走に導いた。
最も印象に残るレース
雨のFJ1600レース、団子で入り乱れている中、水しぶきで前が見えない時に走行ラインがくっきりと浮かび上がり、トレースする事で順位を上げていく事が出来た。
最も悔しかったレース
SUGOのミッションカートレース、前年の全国大会でコースレコードとファステストラップを獲得したが、翌年挑んだ際にエンジントラブルが多発。
地元青森のカート場の会長が急遽エンジンを持って駆けつけてくれたが、そのエンジンもプラグコードのトラブルで満足に走る事が出来なかった。協力してくれる人達に応える事が出来なくとても悔しい思いをしたと語っていた。

## レース戦歴
- 1997年
  - FJ1600 仙台ハイランドテスト
- 1998年
  - FJ1600 エビスシリーズ（ランキング5位）
- 1999年
  - FJ1600 エビスシリーズ（優勝1回、ランキング2位）
- 2000年
  - FJ1600 東北シリーズ
  - SLカート全国大会（FC-2ミッションカート）　予選ポールポジション（コースレコード）
  - グランナショナルシリーズ（ミッションカート125cc）
- 2001年
  - グランナショナルシリーズ参戦
  - FJ1600  エビス スポット参戦2位
  - Formula-Korea F1800 HANKOOK テスト
  - Formula4（F-4） AUTOSPORTS Jr.チームオーディション参加
- 2002年
  - Formula-4 東日本シリーズ スポット参戦　AUTO SPORTS jr. with LeBeausset（ル・ボーセ）
- 2003年
  - Formula-4 TC pro テスト
  - FJ1600 富士シリーズ スポット参戦 2位
- 2004年
  - Formula Renault Asia
    - Rd.1  Zhuhai（珠海）予選総合2位  ノービスクラス　優勝
    - Rd.2  Zhuhai（珠海）ノービスクラス　優勝
    - Rd.3  Sepang　総合8位　ノービスクラス　優勝
    - Rd.4  Sepang　総合3位（ファステストラップ）クラス優勝
    - Rd.9  Zhuhai　Retire
    - Rd.10 Zhuhai　10位
    - Macau GP ノービスクラスチャンピオン獲得
- 2005年
  - Formula Renault Asia
    - Rd.1 Shanghai（上海）総合5位
    - Rd.2 Shanghai（上海）総合3位
    - Rd.5 Sepang　総合7位
    - Rd.6 Sepang　総合4位
- Netz Cup ALTEZZA　ワンメイク(Racing project BANDOH)
  - ファイナル　Fuji Speedway　 15位
- 2012年
  - SUGO耐久レース（シビック）
    - 予選　クラス2位
    - 決勝　クラス優勝
- 2013年
  - K4GP　FUJI1000km　GP2クラス（ビート）完走
  - もてぎ1.5チャレンジ参戦
  - スーパー耐久シリーズ　ST-5クラス参戦
- 2014年
  - スーパー耐久シリーズ ST-5クラス参戦
- 2015年
  - スーパー耐久シリーズ ST-4クラス参戦
- 2016年
  - スーパー耐久シリーズ ST-4クラス参戦
- 2017年
  - スーパー耐久シリーズ ST-4クラス参戦

## 主な活動
- SUPER GT、海外のレースを目指し活動中。（現在は複数メーカーの車両開発、イベント、ドライバーの仕事を兼任。）
- セーフティートレーニングやエコDriveトレーニング、インストラクターを含め、車社会へ広く携わる。
- レース参戦に並行して、自動車メーカーのイベントの企画、運営業務を行う。
- 安全機能やアシスト機能において国内外のインストラクターとして研修に参加。（タイ、インドネシア、マレーシア、コロンビア、フィリピン、カンボジア）
- レース活動においては資金難の為、数年ごとの参戦に留まっている。
- 2022年より、Front rowを立ち上げ、車の試乗イベントやスーパーカーを使用した企画運営を行っている。